# Yuen Long
Yuen Long (chin. trad.: 元朗區) – jedna z 18 dzielnic Hongkongu (specjalny region administracyjny należący do Chin) położony w północnej części regionu Nowe Terytoria. Powierzchnia dzielnicy wynosi 138,43 km², liczba ludności według danych z 2006 roku 534 192, co przekłada się na gęstość zaludnienia wynoszącą 3 858 os./km².